# Erika Henningsen
Erika Leigh Henningsen (San Francisco, 13 agosto 1992) è un'attrice e cantante statunitense.
È conosciuta soprattutto per il suo lavoro a Broadway e per aver interpretato il ruolo di Cady Heron nel musical Mean Girls, nominato ai Tony Awards del 2018, per il quale ha ricevuto una nomination all'Outer Critics Circle Award.

## Vita privata
Henningsen ha iniziato a frequentare la co-star di Mean Girls, Kyle Selig, nel 2018. I due hanno annunciato il loro fidanzamento il 1 luglio 2021. Henningsen ha sposato Selig il 22 maggio 2023 a New York.

## Filmografia

### Attrice

#### Televisione
- Harlem – serie TV, episodi 1x07 e 1x10 (2021)
- Girls5eva – serie TV, 12 episodi (2021-2024)
- Blue Bloods – serie TV, episodio 12x12 (2022)
- FBI: International – serie TV, episodio 3x02 (2024)
- The Four Seasons – serie TV (2025-in corso)

### Doppiatrice
- Hazbin Hotel – serie animata (2024-in corso)
- Helluva Boss – serie animata (2025)

## Teatro
- Into the Woods, musiche di Stephen Sondheim, regia di Dylan McBride. California Theatre (2007)
- Hairspray, musiche di Marc Shaiman, regia di Joel Schlader. Woodminster Amphitheater (2010)
- Carousel, musiche di Richard Rodgers, regia di Tony Humrichouser. Wagon Wheel Theatre (2012)
- Chicago, musiche di John Kander, regia di Scott Michaels. Wagon Wheel Theatre (2012)
- Sunday in the Park with George, musiche di Stephen Sondheim, regia di Mark Madama. Università del Michigan (2012)
- Les Misérables, musiche di Claude-Michel Schönberg, regia di Dan Cooney. Encore Theatre (2013)
- Les Misérables, musiche di Claude-Michel Schönberg, regia di Joe Locarro. Università del Michigan (2014)
- Show Boat, musiche di Jerome Kern, regia di Ted Sperling. David Geffen Hall (2014)
- A cena con gli amici, musiche di Sheryl Crow, regia di Kathleen Marshall. Signature Theatre (2014-2015) / Delware Theatre (2015-2016)
- Les Misérables, musiche di Claude-Michel Schönberg, regia di Laurence Connor e James Powell. Imperial Theatre (2015)
- South Pacific, musiche di Richard Rodgers, regia di Linda Goodrich. Pittsburgh Civic Light Opera (2016)
- Mamma Mia!, musiche di Benny Andersson e Björn Ulvaeus, regia di Barry Ivan. Benedum Centre (2017)
- Mean Girls, musiche di Jeff Richmond, regia di Casey Nicholaw. National Theatre (2017) / August Wilson Theatre (2018-2019)
- Saturday Night, musiche di Stephen Sondheim, regia di Noah Brody. Second Stage Theater (2019)

## Doppiatrici italiane
Nelle versioni in italiano delle opere in cui ha recitato, Erika Henningsen è stata doppiata da:
- Ilaria Silvestri in Girls5eva
- Marta Filippi in The Four Seasons
- Letizia Ciampa in FBI: International
- Serena Sigismondo in Blue Bloods

Da doppiatrice è sostituita da:
- Rossa Caputo in Hazbin Hotel

## Riconoscimenti
- 2018 – Candidatura all'Outer Critics Circle Award come Miglior attrice in un musical per Mean Girls